# Katarina Karnéus

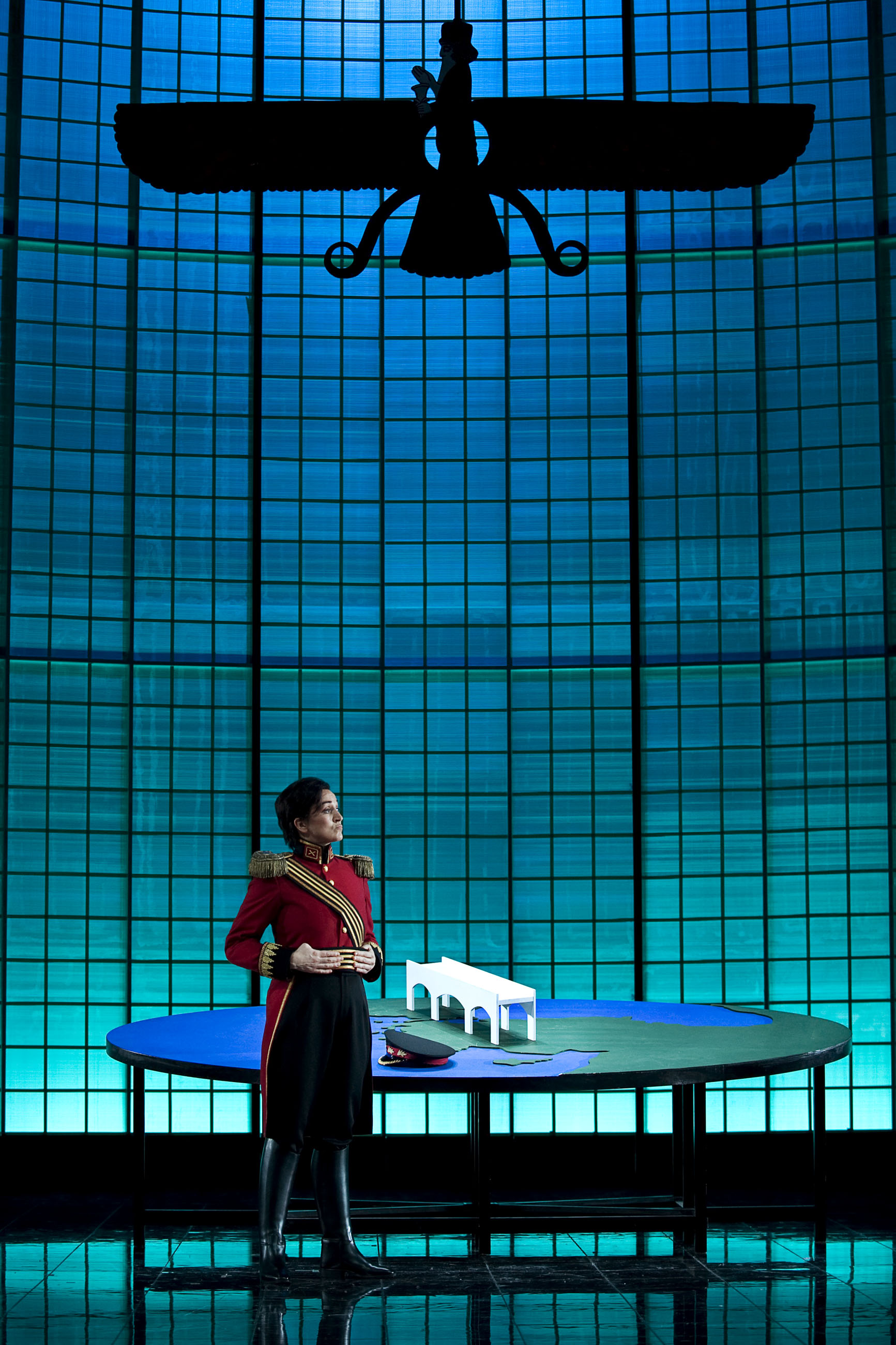
Katarina Karnéus som Xerxes i en uppsättning av Serse av Georg Friedrich Händel vid Kungliga Operan 2009.

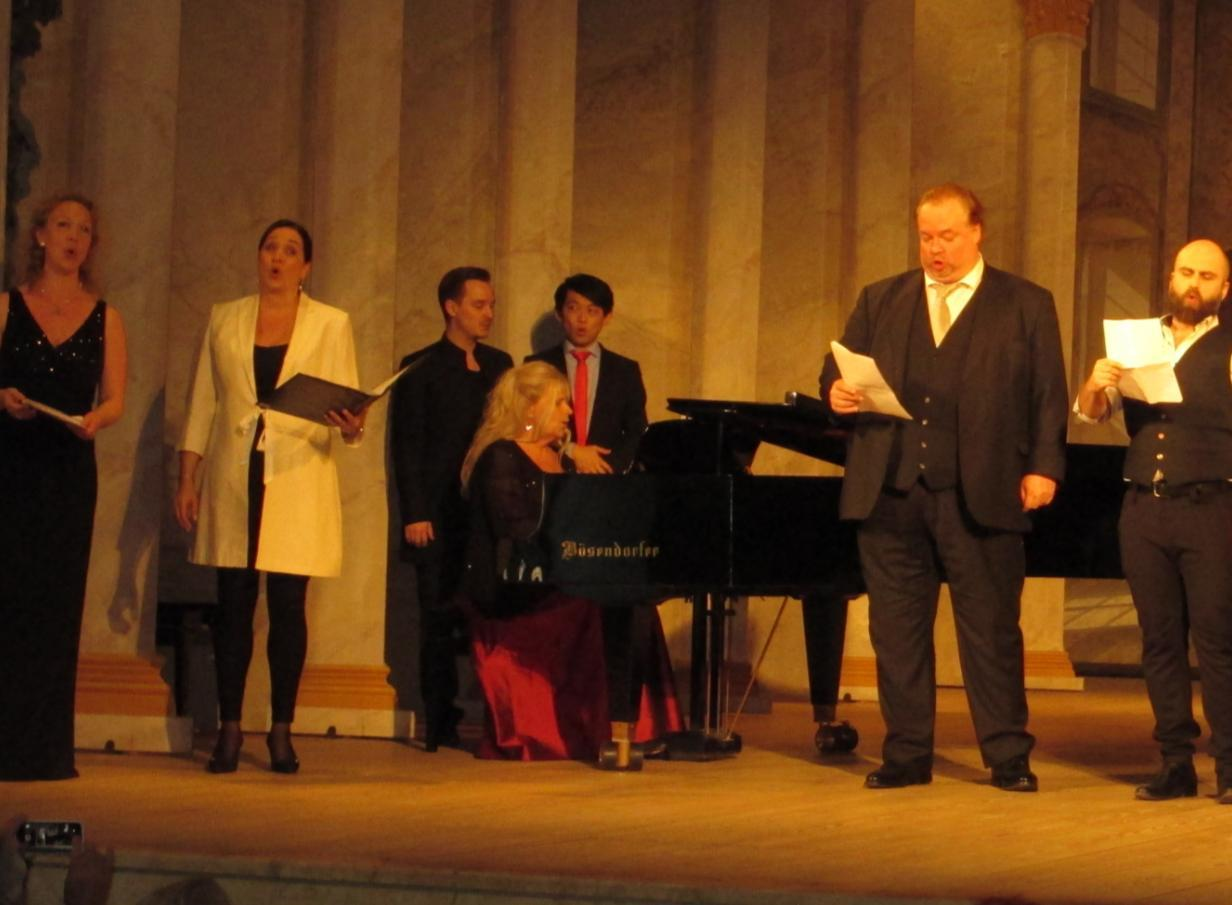
Karnéus (andra från vänster) är med och hyllar Kjerstin Dellert och Ulriksdals slottsteater vid dess 40-årsjubileum 2016.

Katarina Karnéus, född 26 november 1965 i Stockholm, är en svensk operasångerska (mezzosopran). Hon blev hovsångerska 2018.
Karnéus är utbildad vid Trinity College of Music i London och vid National Opera Studio. Hon vann tävlingen Cardiff Singer of the World 1995, vilket omedelbart ledde till en internationell karriär. Hon debuterade på Metropolitan 1999 som Varvara i Katja Kabanova följt av Olga i Eugen Onegin, Siebel i Faust och Rosina i Barberaren i Sevilla.
Hon fick sitt svenska genombrott 2002 som Octavian i Rosenkavaljeren på Göteborgsoperan. Här återkom hon 2011 som Ruggiero i Händels Alcina. Hösten 2017 hade hon titelrollen i Vincenzo Bellinis Norma vid Göteborgsoperan. Det dröjde till 2009 innan hon debuterade på Stockholmsoperan, en byxroll i Händels opera Xerxes.
Andra roller är exempelvis Annio i Titus mildhet på Covent Garden och Bayerische Staatsoper, Grevinnan Geschwitz i Lulu på Bayerische Staatsoper, titelrollen i Carmen på Opéra Comique, titelrollen i Alceste på Brysseloperan, Elisabetta i Maria Stuarda på Staatsoper Unter den Linden, Orfeus i Orfeus och Eurydike på Deutsche Oper i Berlin. Vid Göteborgsoperan har hon under våren 2025 rollen som krogvärdinnan Auntie i Peter Grimes.
Karnéus var solist vid Prisutdelningen för Nobelpriset 2010, där hon framförde Amour vient rendre à mon âme ur Orfeus och Eurydike av Gluck – i Berlioz version – och Non più mesta ur Askungen av Rossini.
Som romanssångerska har hon framträtt på bland annat Wigmore Hall i London, Lincoln Center i New York och Concertgebouw i Amsterdam. Hon har framträtt vid andra tillställningar, bland annat på Buckingham Palace och 10 Downing Street i London samt vid flera av HM Drottning Silvias World Childhood Foundation-konserter.
Katarina Karnéus fick Svenska Dagbladets operapris 2018 med motiveringen: "Svenska Dagbladets Operapris tilldelas mezzosopranen Katarina Karnéus för hennes enastående gestaltning av den svårbemästrade titelrollen i Bellinis "Norma" på Göteborgsoperan. Med en total behärskning av hela det vokala registret laddar hon varje fras med maximalt uttryck. Katarina Karnéus sjunger med intellektet, kroppen och hjärtat."

## Priser och utmärkelser
- Operapriset av Tidskriften OPERA för säsongen 2002–03.[5]
- Medaljen Litteris et Artibus – 2015.[6]
- Sten A Olssons kulturstipendium – 2016.[7]
- Hovsångerska – 2018.[8]
- Svenska Dagbladets operapris – för titelrollen i Norma på Göteborgsoperan, 2018.[4]

## Diskografi
- Lieder. R. Strauss, Mahler, Marx. EMI Classics 7243 5 73168 2 8 [5731682]. Svensk mediedatabas.
- Songs of Sibelius. Hyperion CDA 67318. Svensk mediedatabas.
- Grieg songs. Hyperion CDA67670. Svensk mediedatabas.
- Szymanowski, Karol, Songs of a fairy-tale princess. EMI Classics 0946 3 64435 2 2. Svensk mediedatabas.
- Debussy, Syrinx; Bilitis; La plus que lente. Ravel, Chansons madécasses (Katarina Karnéus). Prokofiev, Flute sonata. EMI 7243 5 56982 2 3 [5569822]. Svensk mediedatabas.
- Schreker, Franz, Orchestral works. Vol. 2. Fünf Gesänge: Ur Tusen och en natt, text E. Ronsperger. Chandos CHAN 9951. Svensk mediedatabas.
- Mahler, Orchstral songs. BIS BISSACD 1600. (Naxosdirect.se). Läst 8 januari 2013.
- Berlioz, Les Nuits d'Été & overtures Le corsaire, Le carnaval romain overture, La roi Lear overture. BBC Symphony Orchestra. Dir. Vassily Sinaisky. BBC Records. (Amazon). Läst 8 januari 2013.
- Beethoven: Symphony No. 9. Neal Davies, Helena Juntunen, Katarina Karnéus, Minnesota Chorale and Minnesota Orchestra. Dir Osmo Vänskä. BIS SACD1616. (Amazon). Läst 8 januari 2013.
- Mercadante, I Normanni a Parigi (Highlights). Philharmonia Orchestra, dir. Stuart Stradford. Opera Rara. ORR249. (Amazon). Läst 8 januari 2013.
- Morgana i Händel, Alcina. The Gothenburg Opera Orchestra. Dir. Laurence Cummings. 2011. House of Opera CD86866.
- Gluck, Iphigénie en Aulide. Glyndebourne 2002. House of Opera CD6422.
- Mozart, La clemenza di Tito. London 2002. House of Opera CD7906.
- Komponisten i Strauss, Richard, Ariadne auf Naxos. Med Nina Stemme. Genève, Orchestra de la Suisse Romande. Dir. Jeffrey Tate. 2007.House of Opera CD96432.
- Olga i Tchaikovsky, Eugene Onegin. Med Solveig Kringlebotn. Metropolitan Opera. Dir. Vladimir Jurovskij. 2002. House of Opera CD11059.
- Brangäne i Wagners Tristan und Isolde. Med Nina Stemme. Festspielhaus Baden Baden. London Philharmonic Orchestra. Dir. Jirí Belohlávek. 2007. House of Opera CD14167.
- Dorabella i Mozarts Così fan tutte. Med Jonas Kaufmann. Chor und Orchester der Bayerischen Staatsoper. Dir. Peter Schneider. 2011. House of Opera CD93274.
- Rosina i Barberaren i Sevilla. Metropolitan Opera. Dir. Maurizio Benini. 2005. House of Opera CD9799.
- Dorabella i Mozarts Così fan tutte. Bayerischen Staatsoper, München. Dir. Peter Schneider. 2001. House of Opera CD24556.
- Kompositören i Richard Strauss Ariadne på Naxos. Med Nina Stemme. Grand Théâtre de Genève. Dir. Jeffrey Tate. 2007. House of Opera CD10617.
- Octavian i Richard Strauss Der Rosenkavalier. Cleveland Orchestra. Dir. Franz Welser-Möst. 2007. House of Opera CD10848.
- Ariane i Dukas Ariane et Barbe-Bleue. Konsert Salle Playel, Paris. Choeurs de Radio France Orchestre philharmonique de Radio France. Dir. Jean Deroyer. 2011. CD88597.
- Ariane i Dukas Ariane et Barbe-Bleue. Oper Frankfurt. Dir. Paolo Carignani. 2008. House of Opera CD6129.
- Rosina i Rossini Barberaren i Sevilla. Chorus and Orchestra of welsh National Opera in North Wales Theatre, Llandudno. Dir. Carlo Rizzi. 1997. House of Opera CD9824.
- Sesto i Mozarts La clemenza di Tito. Welsh National Opera on tour Empire Theatre, Liverpool. Dir. Sir Charles Mackerras. House of Opera CD23976.
- Marguerite i Berlioz La Damnation de Faust. Orchestre de la Suisse romande. Dir. Patrick Davin. 2003. House of Opera CD4714.
- Mozart, Così fan tutte. Glyndebourne. Dir. Andrew Davis. 1998. House of Opera CD483.
- Donizetti, Elisabetta i  Mary Stuart. Staatskapelle Berlin. Dir. Alain Altinoglu. Live Berliner Staatsoper 2007. House of Opera CD5981.
- Humperdinck, Hänsel i Hänsel und Gretel. Med Miah Persson. Berliner Philharmoniker. Dir. Mark Elder. House of Opera CD6811.
- Varvara i Janacek, Katja Kabanova. Metropolitan Opera. Dir. Charles Mackerras. 1999. House of Opera CD6894.
- Titelrollen i Donizettis Rita. The Hallé Orchestra. Dir. Mark Elder. Opera Rara ORC50. Källa: Tidskriften Opera, nr. 3, 2014.